# Culex jubifer
Culex jubifer är en tvåvingeart som beskrevs av William H.W. Komp och Brown 1935. Culex jubifer ingår i släktet Culex och familjen stickmyggor. Inga underarter finns listade i Catalogue of Life.